# Мілфорд (округ Косцюшко, Індіана)
Мілфорд (англ. Milford) — місто (англ. town) в США, в окрузі Косцюшко штату Індіана. Населення — 1614 особи (2020).

## Географія
Мілфорд розташований за координатами 41°24′42″ пн. ш. 85°50′54″ зх. д. / 41.41167° пн. ш. 85.84833° зх. д. (41.411612, -85.848297).  За даними Бюро перепису населення США в 2010 році місто мало площу 2,91 км², з яких 2,85 км² — суходіл та 0,06 км² — водойми. В 2017 році площа становила 3,82 км², з яких 3,76 км² — суходіл та 0,06 км² — водойми.

## Демографія
Згідно з переписом 2010 року, у місті мешкали 1562 особи в 613 домогосподарствах у складі 406 родин. Густота населення становила 536 осіб/км².  Було 667 помешкань (229/км²).
Расовий склад населення:
| - 88,3 % — білих - 0,7 % — чорних або афроамериканців - 0,3 % — корінних американців - 0,3 % — азіатів - 8,8 % — осіб інших рас |

До двох чи більше рас належало 1,7 %. Частка іспаномовних становила 12,4 % від усіх жителів.
За віковим діапазоном населення розподілялося таким чином: 27,1 % — особи молодші 18 років, 56,6 % — особи у віці 18—64 років, 16,3 % — особи у віці 65 років та старші. Медіана віку мешканця становила 36,9 року. На 100 осіб жіночої статі у місті припадало 96,7 чоловіків;  на 100 жінок у віці від 18 років та старших — 88,1 чоловіків також старших 18 років.
Середній дохід на одне домашнє господарство  становив 49 545 доларів США (медіана — 38 598), а середній дохід на одну сім'ю — 58 308 доларів (медіана — 52 083). Медіана доходів становила 36 371 долар для чоловіків та 29 605 доларів для жінок. За межею бідності перебувало 21,6 % осіб, у тому числі 31,5 % дітей у віці до 18 років та 8,4 % осіб у віці 65 років та старших.
Цивільне працевлаштоване населення становило 792 особи. Основні галузі зайнятості: виробництво — 57,1 %, роздрібна торгівля — 8,7 %, освіта, охорона здоров'я та соціальна допомога — 8,6 %.